# Пастхуф
Пастхуф, или Пастхуфский джамоат (тадж. Ҷамоати деҳоти Пастхуф)  — административная единица, сельская община (джамоат) в Рушанском районе Горно-Бадахшанской автономной области Таджикистана.

## Селения джамоата
| Русское название  | Таджикское название | Джамоат/Сельсовет тыс. чел. (2015) |
| ----------------- | ------------------- | ---------------------------------- |
| кишлак Пастхуф    | деҳаи Пастхуф       | Пастхуф                            |
| кишлак Баджув     | деҳаи Баҷув         | Пастхуф                            |
| кишлак Барде      | деҳаи Барде         | Пастхуф                            |
| кишлак Дерде      | деҳаи Дерде         | Пастхуф                            |
| кишлак Пастбаджув | деҳаи Пастбаҷув     | Пастхуф                            |